# Les Quat' fers en l'air
Les Quat' fers en l'air est une comédie de situation québécoise en 26 épisodes de 25 minutes en noir et blanc scénarisée par Gratien Gélinas et diffusée du 8 novembre 1954 au 1er juin 1955 à la Télévision de Radio-Canada.

## Fiche technique
- Scénarisation : Gratien Gélinas
- Réalisation : Guy Parent
- Société de production : Société Radio-Canada

## Distribution
- Gratien Gélinas : Exubert Lajoie
- Paul Berval : Tonio
- Juliette Huot : Aurore Lajoie
- Nicole Braun: Solange Lajoie
- Juliette Béliveau : Tante
- Margot Campbell : Alice Lajoie
- Lionel Daunais : Amable
- Marcel Giguère : Manuel
- Guy Godin : amoureux d'Alice
- Jean-Pierre Masson : frère d'Aurore
- Olivette Thibault : Émérencienne
- Eddie Tremblay : policier du quartier